# Asiphonella
Asiphonella är ett släkte av insekter. Asiphonella ingår i familjen långrörsbladlöss.
Kladogram enligt Catalogue of Life:
| Asiphonella | \| \| Asiphonella cynodonti \| \| \| \| \| \| Asiphonella dactylonii \| \| \| \| |
|             | \| \| Asiphonella cynodonti \| \| \| \| \| \| Asiphonella dactylonii \| \| \| \| |
|             | Asiphonella cynodonti                                                            |
|             |                                                                                  |
|             | Asiphonella dactylonii                                                           |
|             |                                                                                  |